# Mammite
Pour la mammite chez les animaux domestiques, voir Mammite (animaux domestiques).

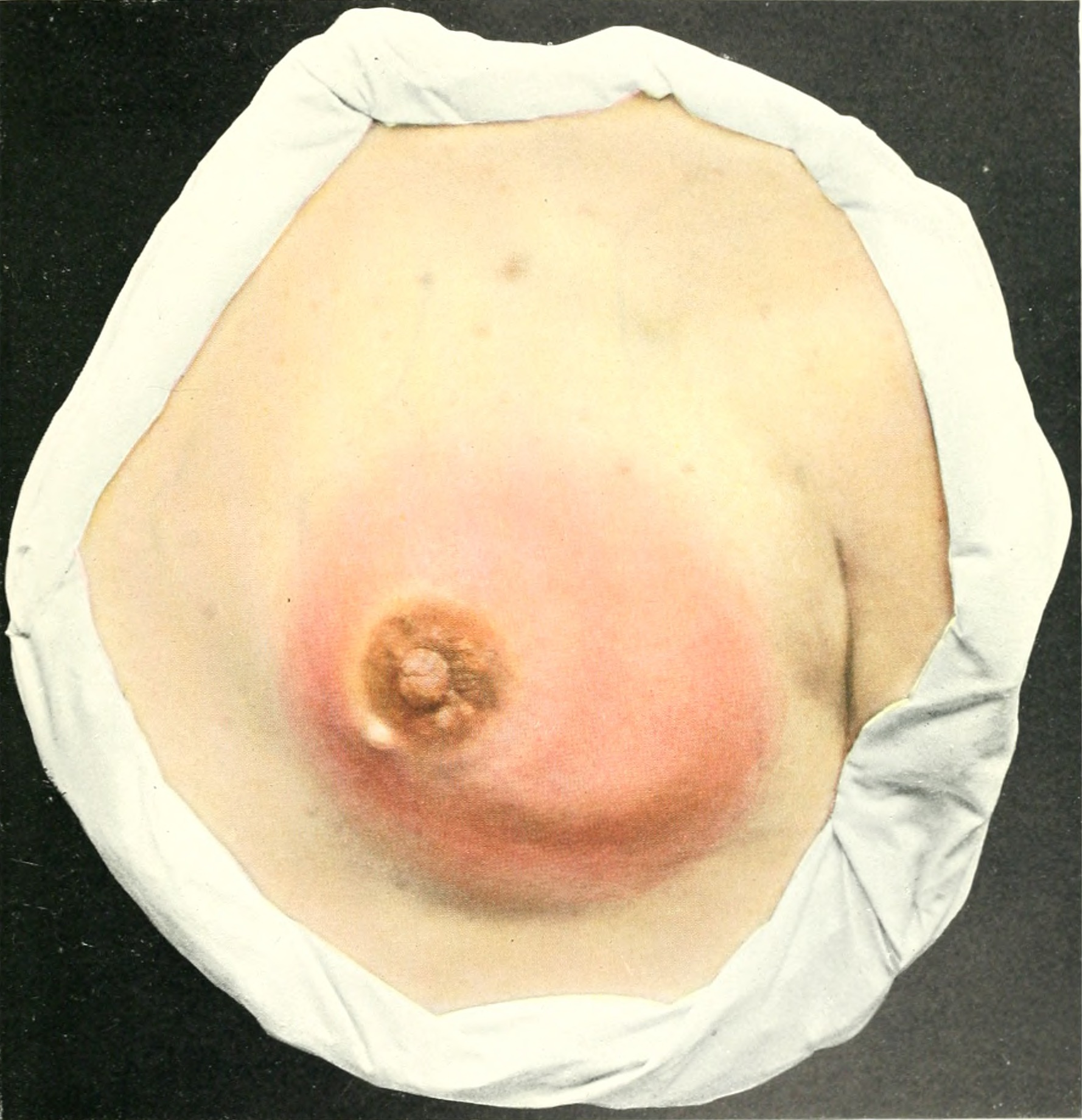

La mammite ou mastite est l'inflammation de la mamelle chez les mammifères. 
On parle de mammite puerpérale quand il se produit chez des mères allaitantes et non-puerpérale dans les autres cas. Dans des cas rares la mammite peut survenir chez les hommes. 
Le cancer du sein inflammatoire a des symptômes très voisins de ceux de la mammite et il faut donc vérifier s'il n'est pas en cause.

## Vocabulaire
La mammite cystique chronique, dite également « mammite fibrokystique », est un état plutôt qu'une maladie, caractérisée par la présence dans le sein de nodules non cancéreux.
Aux États-Unis le terme de mastite est d'habitude employé pour la mammite bactérienne avec des symptômes d'infection systémique, alors que la mammite puerpérale non-bactérienne est qualifiée d'engorgement de la mamelle.
Les appellations pour la mammite non-puerpérale ne sont pas utilisées de façon très systématique et on entend par là la mammite, l'abcès subaréolaire, l'ectasie galactophorique, l'inflammation périductale.
Dans cet article le terme de mammite est utilisé dans le sens originel de la définition pour désigner l'inflammation du sein et on y ajoute des qualificatifs supplémentaires en cas de besoin.

## Au cours de l'allaitement chez la femme

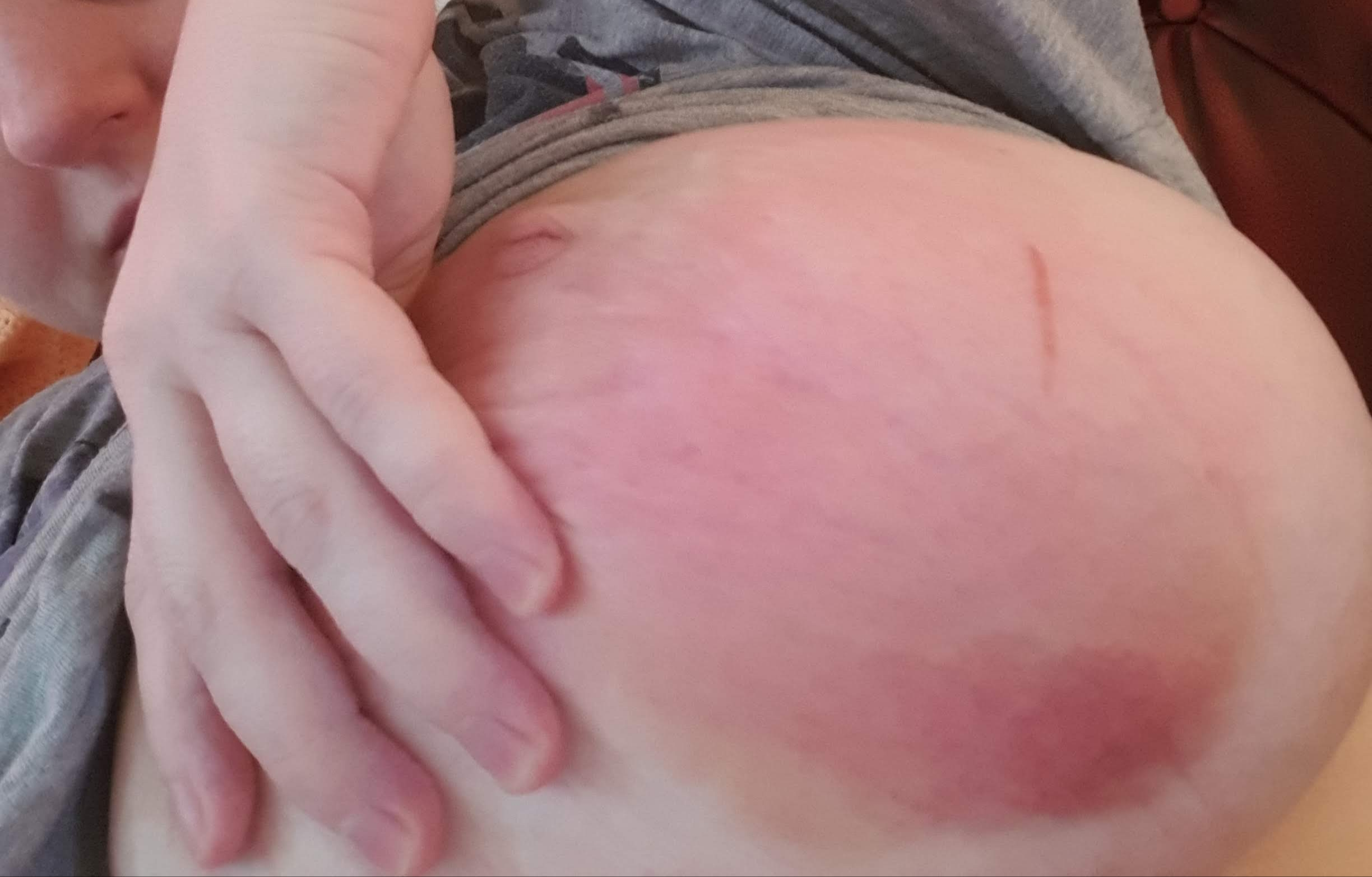
La mammite puerpérale chez une mère allaitante.

La mastite est une complication assez fréquente de l'allaitement maternel : son incidence est variable, comprise entre 2 et 33 %. Sa cause principale est la stagnation du lait dans le sein secondaire à l'obstruction d'un canal galactophore. Elle peut aller d'une simple inflammation jusqu'à la formation d'un abcès, cette évolution concernant moins de 0,5 % des femmes allaitantes. Sauf exception, elle ne nécessite pas l'arrêt de l'allaitement.
Les symptômes d'une mastite sont dans un premier temps similaires à ceux d'un syndrome grippal : fièvre, engourdissement, maux de têtes, frissons et courbatures. Il s'ensuit une forte douleur dans le sein affecté. La zone devient rouge et chaude, signe d'infection, il se forme une boule au cœur du tissu mammaire. Un écoulement purulent peut être constaté ainsi que le gonflement des ganglions lymphatiques du côté du sein atteint.
Le traitement comporte l'augmentation du nombre de tétées, l'application d'une source de chaleur sur le sein peu avant la tétée, le massage du sein sur la zone affectée. D'autres techniques ont été proposées (acupuncture, applications d'ultrasons, de feuilles de chou...) sans faire la preuve de leur efficacité. L'utilité des antibiotiques reste discutée. Ils sont usuellement recommandés s'il existe des signes généraux et non plus locaux (fièvre, asthénie importante) ou en cas de lésion du mamelon apparaissant précocement après l'accouchement. Le germe ciblé est, dans ces cas, le staphylocoque doré.

## Chez les animaux

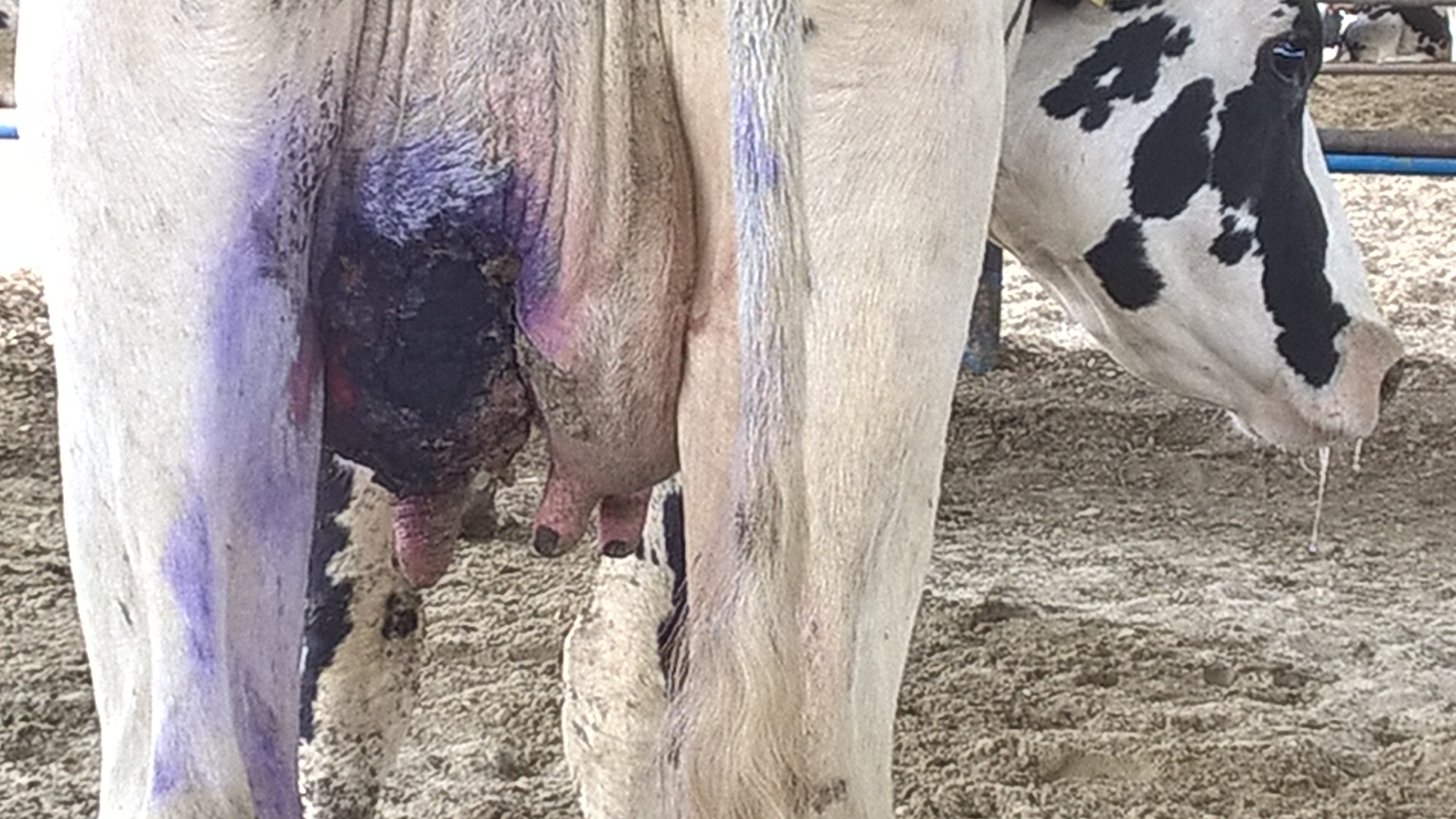
Une mammite chez une vache.

La mammite est une maladie commune en médecine vétérinaire, notamment chez les espèces destinées à la production laitière. Il s'agit d'une perte de production laitière et d'une perte économique importante pour les élevages. Les mammites sont responsables de l'usage de la majorité des antibiotiques dans les élevages. Elles sont également susceptibles, non soignées, de transmettre des agents pathogènes aux êtres humains, raison pour laquelle il est déconseillé de consommer du lait non pasteurisé.

### Traitements alternatifs
Des scientifiques chinois ont développé et testé la phytothérapie pour éviter de contaminer le lait avec des résidus chimiques (antibiotiques ou hormones) lors du traitement d'infections bactériennes (mammites) de bovins et/ou pour augmenter leur production de lait. L'herbe médicinale utilisée pour ses vertus antibactériennes est le Liu Qian Su (une garance). Ses sous-produits sont métabolisés en quelques heures sans résidus nocifs dans le lait ou la viande[source insuffisante]. 